# Búbal (Huesca)
Búbal es una localidad española del municipio de Biescas, perteneciente a la provincia de Huesca, en la comunidad autónoma de Aragón. Ubicada en la comarca del Alto Gállego, actualmente se encuentra deshabitada.

## Geografía
Búbal se encuentra al borde mismo de la actual carretera A-136, cuyo trazado modifica el del antiguo Camino Real que hasta la construcción del embalse de Búbal recorría junto al río Gállego todo el valle de norte a sur. El pantano inundó la parte más baja de la población, cuyas casas fueron finalmente demolidas.
La Peña Telera, de la que desciende un profundo bosque conocido como Selva de Búbal, enmarca el paisaje de esta pequeña localidad desde la que se divisan bonitas vistas del pantano y de la Sierra Tendeñera.

## Historia
En este pueblo nació el militar Andrés de Aznar y Aznar en 1723, que llegó a ser teniente general de los Reales Ejércitos. Abuelo de Eduardo Aznar, marqués de Bérriz.
Junto con Tramacastilla, Sandiniés, Escarrilla, Piedrafita y Saqués, conformó hasta 1836 el quiñón de La Partacua, uno de los tres territorios históricos en los que se dividía el Valle de Tena.
Hacia mediados del siglo XIX, el lugar, por entonces con ayuntamiento propio, tenía contabilizada una población de 48 habitantes. Aparece descrito en el cuarto volumen del Diccionario geográfico-estadístico-histórico de España y sus posesiones de Ultramar de Pascual Madoz de la siguiente manera:

BUBAL: l. con ayunt. de la prov. de Huesca (15 leg.), part. jud., adm. de rent. y dióc. de Jaca (5), aud. terr. y c. g. de Zaragoza (23): sit. en el declive de una montaña donde le combaten principalmente los vientos de N. y E. con clima saludable: tiene 11 casas y una igl. parr. (San Martin), servida por un cura y un sacristan; el curato es de entrada y se provee por S. M. ó el diocesano, prévia oposicion en concurso general; los vec. se surten para beber y demas usos domésticos de aguas de fuentes que brotan en el térm. que confronta por N. con el de Piedrafita y Saques (medio 1/4 de hora); por E. (á igual dist.) con el de Hoz; por S. y O. con el de Biescas (1 hora): en su circunferencia se encuentra una ermita dedicada á Ntra. Sra. de Polituara. El terreno es escabroso y tiene en cultivo 60 cahizadas de tierra, de las cuales 8 corresponden á la primera clase, 10 á la segunda, y 36 á la tercera: la parte no cultivada comprende rocas, peñas y riscos del Pirineo; hay algun pequeño bosque de árboles y maleza que facilitan leña para el consumo, y tambien se encuentran yerbas de pasto: le atraviesan diferentes barrancos que se forman en sus rocas, y con sus aguas proporcionan riego á algunos pequeños trozos que destinan para huertos. Los caminos son locales y malos. El correo se recibe de Jaca. prod.: centeno y hortalizas; cria ganado lanar y cabrio, y caza de perdices y conejos; tambien se ven algunos animales dañinos como lobos ind. y comercio: esportacion de alguna de sus prod. en cambio de los artículos que faltan. pobl.: 12 vec., 48 alm. contr. 3,826 rs. con 8 mrs.
(Madoz, 1846, p. 468)

El pueblo fue expropiado en 1961 por el franquismo, bajo la supervisión de la Confederación Hidrográfica del Ebro, para la construcción del embalse de Búbal, siendo definitivamente abandonado en 1971. Gestionado hasta el 5 de marzo de 2010 por el Ministerio de Educación, a consecuencia del Real Decreto 243/2010, de 5 de marzo, por el que el Estado cede a la comunidad autónoma de Aragón determinados bienes con objeto de compensar los detrimentos patrimoniales que para Aragón ha supuesto la modificación normativa de ciertos tributos, el pueblo pasa a pertenecer a la comunidad autónoma, a falta únicamente de otorgar las actas de transmisión.
La parte alta del pueblo, inicialmente abandonada y expropiada a pesar de no verse afectada por el embalse, pasó a formar parte en 1984 del Programa de Recuperación de Pueblos Abandonados (PRUEPA) en el cual participan el Gobierno de Aragón, el Ministerio de Educación y Ciencia, el Ministerio de Medio Ambiente y el Ministerio de Vivienda. Ya se ha rehabilitado la mayor parte del mismo, incluida su iglesia parroquial de San Martín (siglo XVIII), que ahora es una discoiglesia.